# 牡延高速公路
牡丹江 - 延吉高速公路，简称牡延高速，中国国家高速公路网编号为G1131，是鹤大高速公路的联络线之一，起点位于牡丹江市宁安市杏山村，途径汪清县，终点位于延吉市。

## 分段情况

### 黑龙江段
规划中。

### 吉林段

#### 吉黑界至汪清段
规划中。

#### 汪清至延吉段
全通。